# Central Gardens (Texas)
Central Gardens es un lugar designado por el censo ubicado en el condado de Jefferson en el estado estadounidense de Texas. En el Censo de 2010 tenía una población de 4.347 habitantes y una densidad poblacional de 646,53 personas por km².

## Geografía
Central Gardens se encuentra ubicado en las coordenadas 29°59′16″N 94°1′22″O / 29.98778, -94.02278. Según la Oficina del Censo de los Estados Unidos, Central Gardens tiene una superficie total de 6.72 km², de la cual 6.48 km² corresponden a tierra firme y (3.58%) 0.24 km² es agua.

## Demografía
Según el censo de 2010, había 4.347 personas residiendo en Central Gardens. La densidad de población era de 646,53 hab./km². De los 4.347 habitantes, Central Gardens estaba compuesto por el 92.45% blancos, el 0.81% eran afroamericanos, el 0.51% eran amerindios, el 1.7% eran asiáticos, el 0.02% eran isleños del Pacífico, el 2.35% eran de otras razas y el 2.16% pertenecían a dos o más razas. Del total de la población el 8.93% eran hispanos o latinos de cualquier raza.